# NGC 2597
NGC 2597 est paire d'étoiles située dans la constellation du Cancer. L'astronome allemand Albert Marth a enregistré la position de ces deux étoiles le 1er janvier en 1864.
Note : le programme Aladin ainsi que les bases de données Simbad et LEDA identifient NGC 2597 à la galaxie spirale NGC 2598.